# Гудриџ (Минесота)
Гудриџ (енгл. Goodridge) град је у америчкој савезној држави Минесота.

## Демографија
По попису из 2010. године број становника је 132, што је 34 (34,7%) становника више него 2000. године.
| Група             | 2000.      | 2010.       |
| Белци             | 96 (98,0%) | 124 (93,9%) |
| Афроамериканци    | 0 (0,0%)   | 1 (0,8%)    |
| Азијати           | 0 (0,0%)   | 0 (0,0%)    |
| Хиспаноамериканци | 2 (2,0%)   | 6 (4,5%)    |
| Укупно            | 98         | 132         |